# Bruno Labbadia
Bruno Labbadia (Darmstadt, 8 de fevereiro de 1966) é um treinador e ex-futebolista alemão de origem italiana. Atualmente é treinador do VfB Stuttgart. 

## Carreira
Labbadia iniciou sua carreira no futebol no pequeno Darmstadt. Logo, foi promovido ao elenco principal, disputando sua primeira temporada na 2. Bundesliga. Permaneceu mais duas temporadas no clube de sua cidade natal, quando foi contrato pelo Hamburgo. Apesar do início bom na equipe, acabou permanecendo apenas meia temporada, quando em janeiro de 1988, acabou se transferindo para o Kaiserslautern, onde conquistou dois títulos: a Copa da Alemanha em 1990, onde marcou dois gols na vitória de 3 a 2 contra o Werder Bremen e o Campeonato Alemão na temporada seguinte.
Com seu bom futebol no Die roten Teufe, acabou sendo contrato pelo gigante Bayern Munique em 1991. Em sua primeira temporada, marcou dez gols em trinta partidas, enquanto na seguinte, foi o artilheiro da equipe com onze tentos em duas partidas a mais que a temporada passada. Porém, em sua terceira e última temporada na equipe, marcou apenas sete gols em vinte partidas, mas conquistando o título nacional. Com isso, acaba se transferindo para o Colônia, onde teve um bom retrospecto (41 jogos e 15 gols).
Em janeiro de 1996, acabou sendo contratado pelo Werder Bremen, onde ficou uma temporada e meia. Já com trinta e dois anos, acabou sendo vendido ao Arminia Bielefeld, que militava na época na 2. Bundesliga. Em sua primeira temporada, foi o principal nome da equipe na conquista do torneio e, ainda, terminou como artilheiro da competição com vinte e oito gols, de sessenta e dois marcados por sua equipe. Na temporada seguinte, disputando a primeira divisão, Labbadia marcou mais onze gols pelo clube, mas a equipe acaba sendo novamente rebaixada ao final da temporada. Permaneceu mais uma temporada Bielefeld, antes de, ser comprado pelo Karlsruher, onde permaneceu duas temporadas disputando a segunda divisão, quando em 2003, se aposentou.

## Seleção nacional
Pela Mannschaft, disputou apenas dois amistosos. O primeiro, aconteceu em 20 de dezembro de 1992, na partida contra o Uruguai, entrando aos setenta e nove minutos de partida. O segundo, foi contra a Bélgica, em 23 de agosto de 1995, entrando novamente aos setenta e nove minutos de partida.

## Treinador

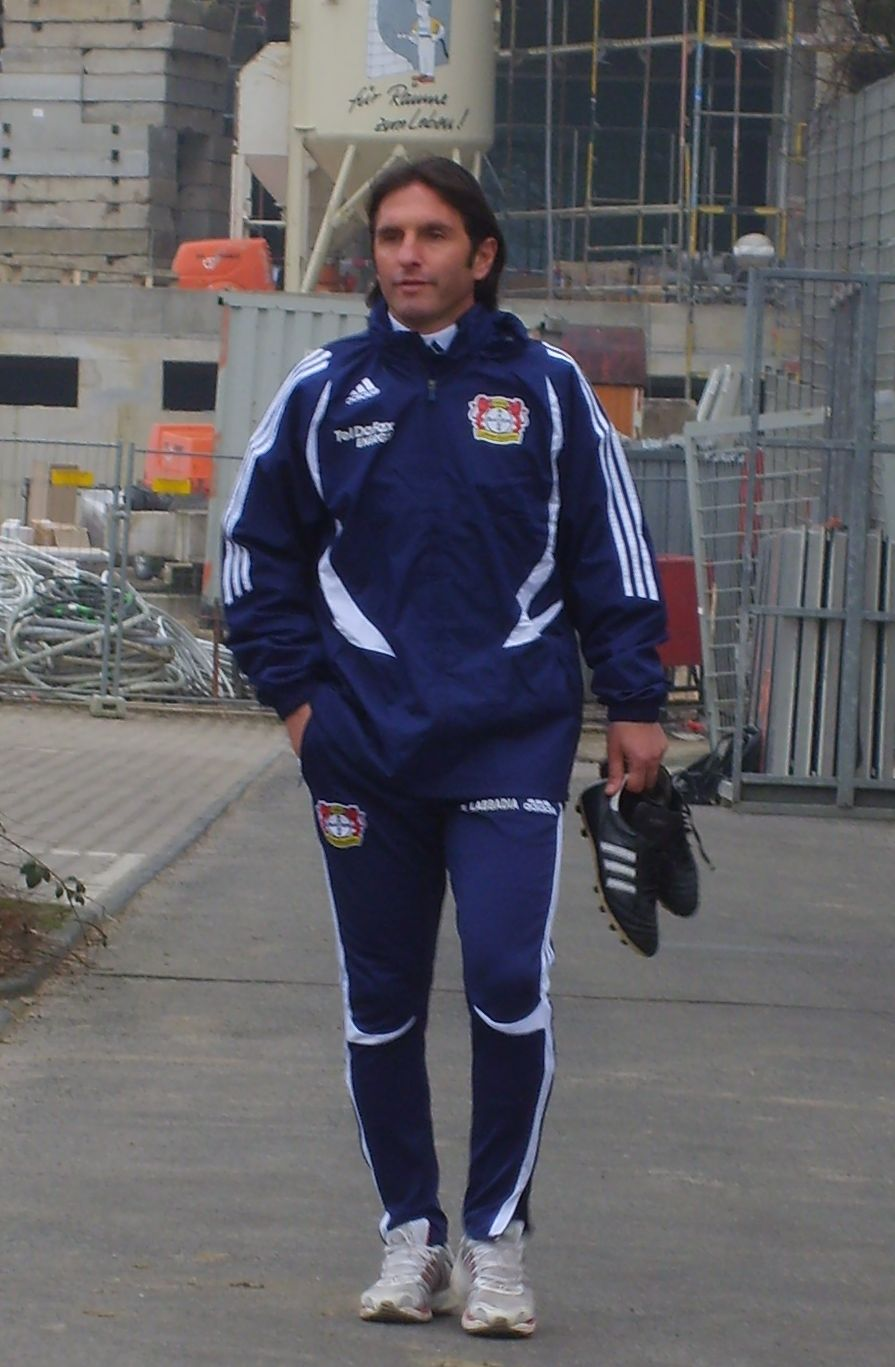
Bruno Labbadia em 2009, quando treinava o Bayer Leverkusen.

Logo após sua aposentadoria como jogador, Labbadia virou treinador. Iniciou sua carreira no comando do Darmstadt (onde havia iniciado sua carreira futebolistica), ficando durante três temporadas, levando a equipe a duas promoções regionais.
Mais tarde, assumiu o comando do Greuther Fürth, que disputava a 2. Bundesliga na época. Ficou apenas uma temporada na equipe da Baviera, quando na temporada seguinte, assumiu o comando do Bayer Leverkusen, onde, atuando com um futebol atraente, foi finalista na Copa da Alemanha, perdendo o título para o Werder Bremen pelo placar mínimo. Em 5 de junho de 2009, acabou assinando um contrato de dois anos com o Hamburgo. Porém, em 26 de abril do ano seguinte, mesmo sendo semifinalista da Liga Europa, acabou sendo demitido três dias antes da partida de volta do torneio, por conta dos maus resultados obtidos na Bundesliga, sendo a gota d'água para a direção a goleada sofrida para o Hoffenheim (5 a 1).
Voltaria a comandar alguma equipe apenas em 12 de dezembro, quando assinou com o Stuttgart até o término da temporada. Comandou a equipe até agosto de 2013, quando foi demitido.
Permaneceu o ano de 2014 sem treinar clubes, voltando ao futebol em abril de 2015, quando foi contratado pela segunda vez para comandar o Hamburgo. Conseguiu evitar o inédito rebaixamento da equipe à Segunda Divisão em 2 jogos contra o Karlsruhe, última equipe de Labbadia como jogador, em um play-off. A equipe do norte alemão garantiu sua permanência na Bundesliga com uma vitória por 2–1.
No dia 09 de Abril de 2020 foi oficializado como treinador da equipe do Hertha Berlin, cumprirá contrato até 30 de Junho de 2022.

## Títulos
Como jogador:
- Bundesliga: 1993-94